# Argegno

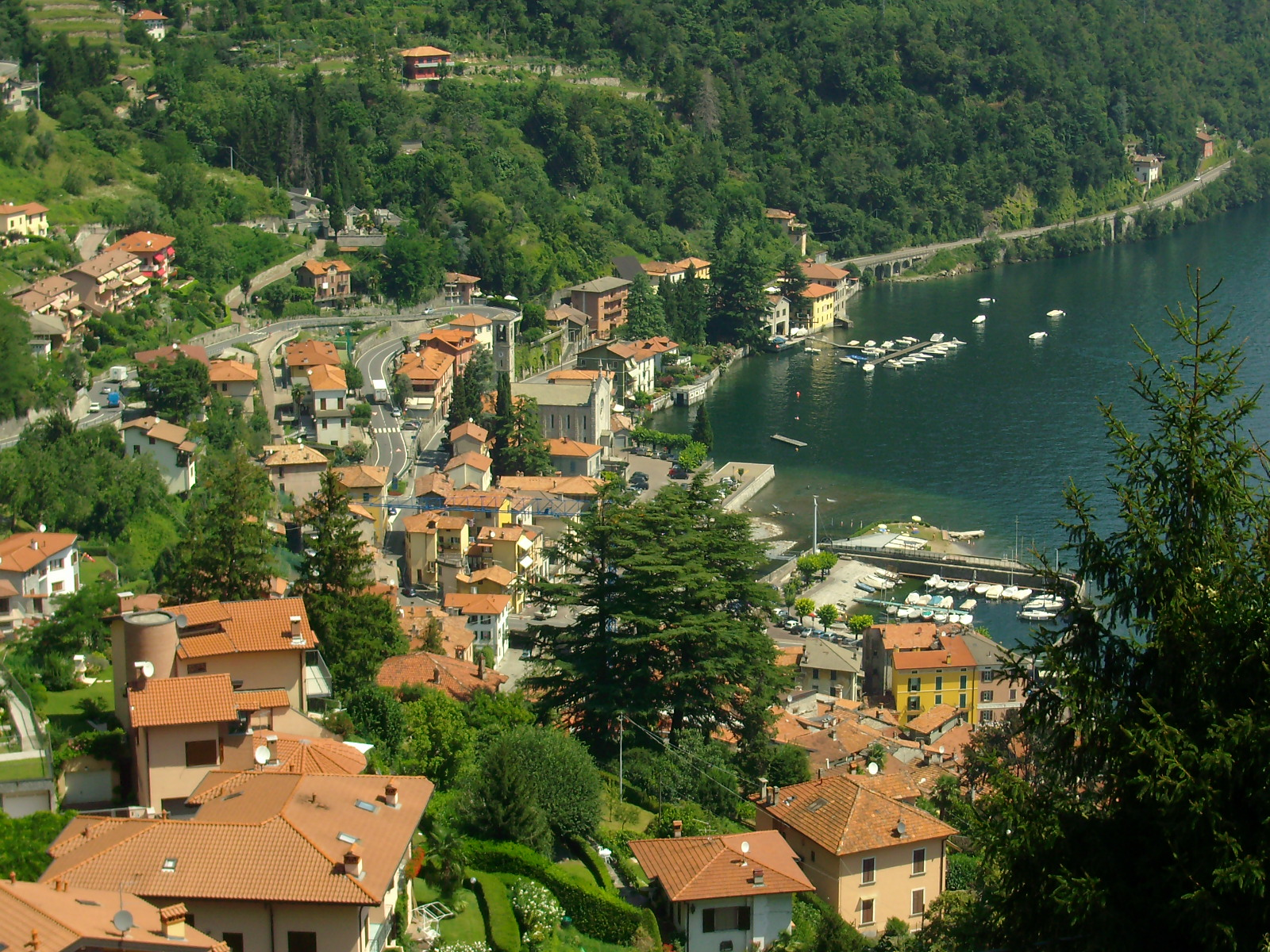
Argegno

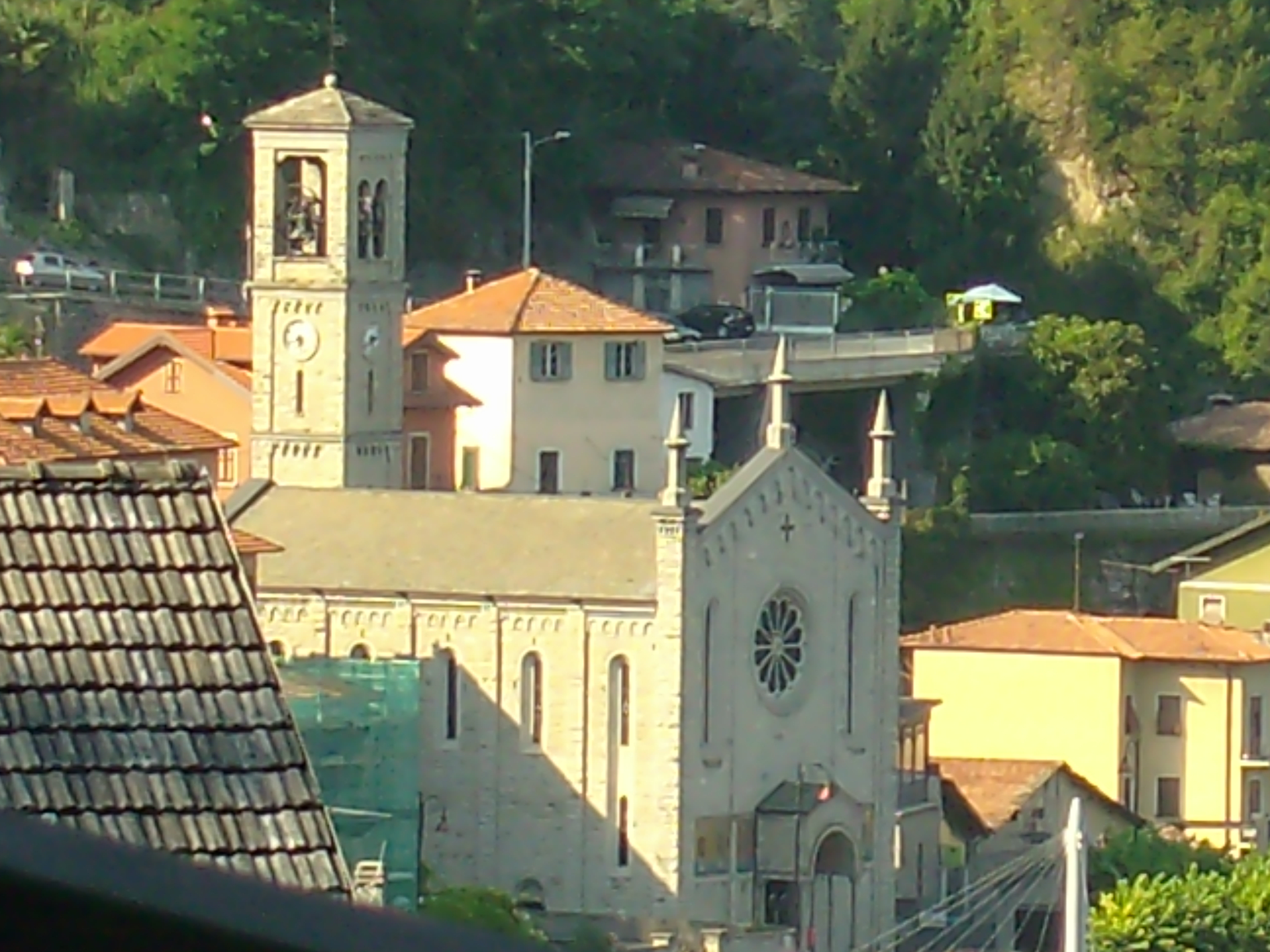
Pfarrkirche Allerheiligste Dreifaltigkeit

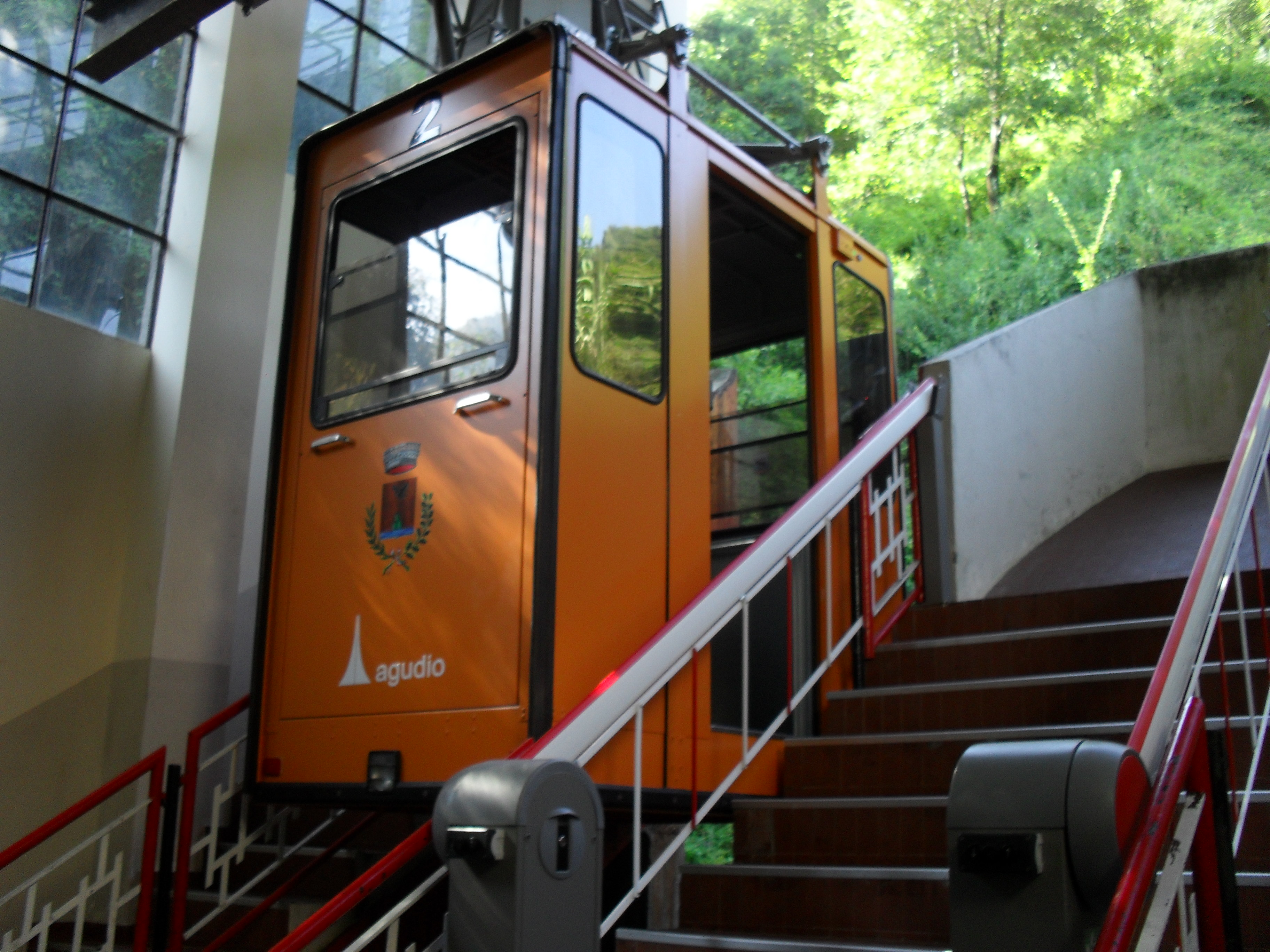
Seilbahn Argegno-Pigra

Argegno ist eine italienische Gemeinde (comune) in der Lombardei in der Provinz Como.

## Lage und Einwohner
Die Gemeinde liegt fast exakt in der Mitte zwischen Como und Menaggio am Westufer des Comer Sees, unmittelbar am Fuße des Val d’Intelvis und umfasst die Fraktion Sant’Anna. Sie hat 671 Einwohner (Stand 31. Dezember 2023).
Die Nachbargemeinden sind Brienno, Colonno, Dizzasco, Lezzeno, Nesso, Pigra und Schignano.
Der historische Ortskern wird durch den in den See mündenden Fluss Telo durchtrennt. Über eine sich durch das gesamte Val d’Intelvi ziehende Straße lässt sich das etwa 15 Kilometer entfernte Bergdorf Lanzo d’Intelvi an der Schweizer Grenze erreichen.

## Bevölkerungsentwicklung
| Bevölkerungsentwicklung' | Bevölkerungsentwicklung' | Bevölkerungsentwicklung'                         | Bevölkerungsentwicklung' | Bevölkerungsentwicklung' | Bevölkerungsentwicklung' | Bevölkerungsentwicklung' | Bevölkerungsentwicklung' | Bevölkerungsentwicklung' | Bevölkerungsentwicklung' | Bevölkerungsentwicklung' | Bevölkerungsentwicklung' | Bevölkerungsentwicklung' |
| ------------------------ | ------------------------ | ------------------------------------------------ | ------------------------ | ------------------------ | ------------------------ | ------------------------ | ------------------------ | ------------------------ | ------------------------ | ------------------------ | ------------------------ | ------------------------ |
| Jahr                     | 1751                     | 1809                                             | 1853                     | 1901                     | 1911                     | 1931                     | 1951                     | 1971                     | 1991                     | 2001                     | 2011                     | 2021                     |
| Einwohner                | 345                      | 2.102 (mit Dizzasco ed uniti, Pigra e Schignano) | 653                      | 698                      | 876                      | 855                      | 804                      | 744                      | 679                      | 654                      | 667                      | 686                      |

## Geschichte
In der Römerzeit führte die Via Regina durch Argegno, eine römische Straße, die den Flusshafen von Cremona über Mediolanum (Mailand) mit Clavenna (Chiavenna) verband. Aus römischer Zeit stammen auch zwei Grabsteine, die im nahe gelegenen Brienno gefunden wurden und von einem gewissen Publius Cesius Archigene berichten, der mit der Errichtung von Altären für die Götter beauftragt war und dessen Name mit dem Namen Argegno verbunden sein soll.
In der Zeit der Kämpfe zwischen Guelfen und Ghibellinen war Argegno eine Hochburg der Guelfen. Wie in den Chroniken der blutigen Auseinandersetzungen zwischen den beiden Fraktionen, die auch das larianische Gebiet betrafen, berichtet wird, befand sich in Argegno ab 1270 die Burg eines gewissen Antonio Castello, eines Anhängers der guelfischen Familie Vittani im Krieg gegen die ghibellinische Familie Rusconi. Das Gebäude war Teil einer Verteidigungslinie, die mit den Burgen von Sala Comacina, Lezzeno und Nesso verbunden war. Der Bau einer zweiten Burg, die sich im Zentrum des Dorfes befindet, geht ebenfalls auf das Mittelalter zurück. Es handelt sich um den Turm der Adelsfamilie Viscardi, der 1876 teilweise eingestürzt ist und dessen unterer Teil im Laufe der Zeit als Wohnhaus genutzt wurde.
In den „Statuten von Como“ von 1335 wird „Arzegnio“, das zur Pfarrei von Intelvi gehörte, unter den Gemeinden erwähnt, die für die Instandhaltung eines Abschnitts der Via Regina verantwortlich waren. Am 18. Dezember 1648 wurde die Gemeinde als Lehen an die Familie Gallio vergeben. Im Jahr 1757 wurde Argegno durch eine neue territoriale Aufteilung des Herzogtums Mailand der Gemeinde Isola zugeordnet.
Ein Dekret zur administrativen Neuordnung des napoleonischen Königreich Italien (1805–1814) aus dem Jahr 1807 genehmigte die Vergrößerung des Gebiets von Argegno um die Gemeinden Dizzasco und Uniti, Pigra und Schignano. Der Zusammenschluss wurde jedoch nach dem Sturz Napoleons und der anschließenden Wiederherstellung der Gemeinden der Provinz Como durch die Österreich-Ungarn wieder aufgehoben.
Während der Aufstände von 1848 war die Kirche San Sisinnio in Argegno der Sitz des provisorischen Aufstandskomitees des Val d’Intelvis.

## Sehenswürdigkeiten
- Kirche della Santissima Trinità[2] auf lombardiabeniculturali.it
- Kirche San Sisinnio[3]
- Kirche Sant’Anna[4]
- Mittelalterliche Steinbrücke.

## Infrastruktur
- Eine Seilbahn führt zum auf einem Hochrelief gelegenen Ort Pigra. Die dortige Aussicht reicht von den nördlichen Vorgebirgen bis zum weit am südlichen Ufer gelegenen Nesso.

## Persönlichkeiten
- Vincenzo Grandi (* um 1520 in Argegno; † nach 1577 ebenda ?), Bildhauer und Architekt in Trient und Padua[5]
- Giovanni Battista Bianchi (* um 1640 in Argegno; † nach 1672 ebenda ?), Bildhauer und Architekt in Como[6]